# 천연론
《천연론》(天演論)은 중국 청말 민국 초기(民國初期)의 사상가 옌푸(嚴復)의 역서(譯書)이다. 1898년 단행본으로서 출판되어 자서(自序)와 상하 두 권으로 이루어지고 있다. 천연론이라는 것은 진화론이라는 의미이다. 본서는 영국의 토머스 헉슬리(Thomas Huxley, 1825∼1895)의 <진화(進化)와 윤리(倫理)> 및 그것에 부친 서언 (모두 1894년 간행의 단행본 "Evolution & Ethics and Other Essays"의 속에 수록되어 있다)을 옌푸가 고아노련(古雅老練)한 중국문(中國文)으로 번역하고 군데 군데 다른 학설이나 그 자신의 비평을 섞었고 또 중국의 실정에 대한 감개를 나타내기도 한 것이었다. 다윈의 <진화론(進化論)>을 토대로 생존경쟁·자연도태의 두 개념을 강조하고, 다시 이것을 인간계의 진화에 비교상합(比較相合)시켜 논급하고 있다. 본서에서 소개된 <진화론>의 우승열패(優勝劣敗)·적자생존(適者生存) 등의 공식은 그것이 그대로 제국주의 열강의 중국분할이라고 하는 약육강식의 시세(時勢)와 관련지어져 당시의 사상계에 심히 큰 영향을 주어 마침내 개혁론의 내용에도 질적(質的) 변화를 가져왔다.

## 개요
천연론은 영국의 토머스 헉슬리(1825-1895)의 <진화(進化)와 윤리(倫理)>를 옌푸가 번역한 것이다.
중국이 식민지화되어 멸망하는 것이 아닌가 하는 위기의식 속에서 약육 강식의 사회 다위니즘(Darwinism)을 설명하는 이 책은 20세기 초기의 중국에 한 시기를 형성할 정도로 그 세력이 유포되었다. 경존(競存＝Struggle for existence)이라든가 천택(天擇＝natural selection)이란 말들이 사람 이름에 사용되었고, 후스(胡適)의 '適'자도 적자생존(適者生存)이란 말에서 따온 것이다.
옌푸는 헉슬리보다도 스펜서의 일원론(一元論)적 자연철학에 관심을 두고 그의 <종합철학(綜合哲學)>을 번역하려고 했다. 그러나 내용의 분량 관계로 때마침 1894년에 공간(公刊)된 헉슬리의 <진화와 윤리>라는 그의 만년의 강연을 번역했다. '천연'이란 진화의 중국 역(譯)이다. 즉 옌푸는 헉슬리가 스펜서에 대해서 주장하고 싶었던 "인간의 윤리를 탈락(脫落)시키고", 스펜서가 말하는 '자연의 진화만'을 이야기하려고 했던 것이다. <천연론>은 역문 중의 주(註)뿐만 아니라 각 절(節)에 붙인 안어(案語＝코멘트)에 의해서 자신이 번역한 원저자인 헉슬리에 대해서 비판을 가하고 스펜서에 가담하여 그의 설을 창도(唱導)한다는 기묘한 책이다.
그러나 루루룬(吳汝綸)이 칭찬해 권하는 고문(古文)과 신(信)·달(達)·아(雅)를 지향하는 고심의 역문에 의해서, 그리고 또한 서구 학술에 대한 신선한 감각에 의해서 중국의 지식인들에게 끼친 영향은 옌푸의 역서 가운데에서도 가장 뛰어나다.